# Xylophanes aglaor
Xylophanes aglaor là một loài bướm đêm thuộc họ Sphingidae.

## phân phát
Nó được tìm thấy ở Brasil phía tây đến Bolivia.
Nó có bề ngoài giống nhiều thành viên chi Xylophanes.

## Sự miêu tả

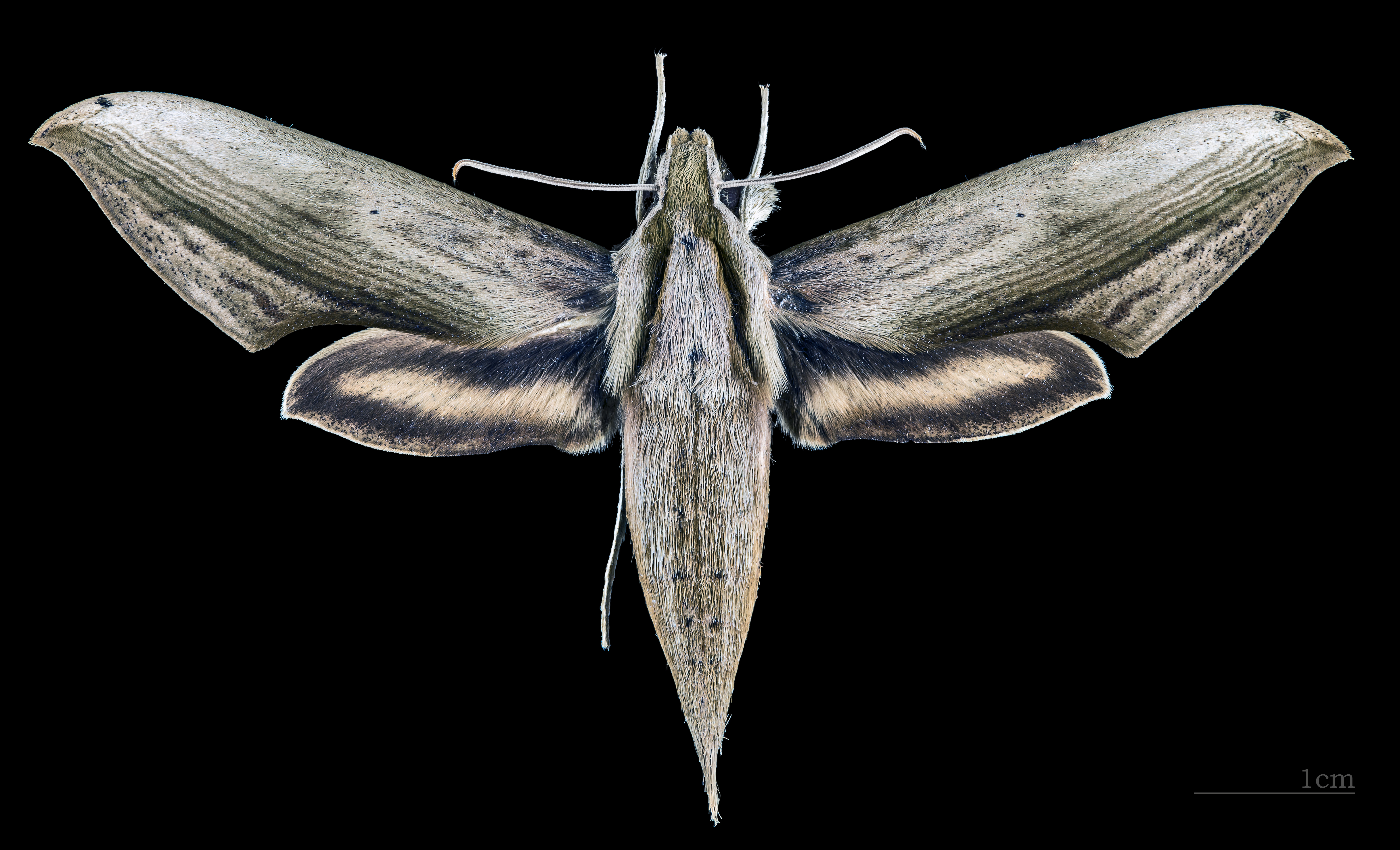
Xylophanes aglaor  ♀
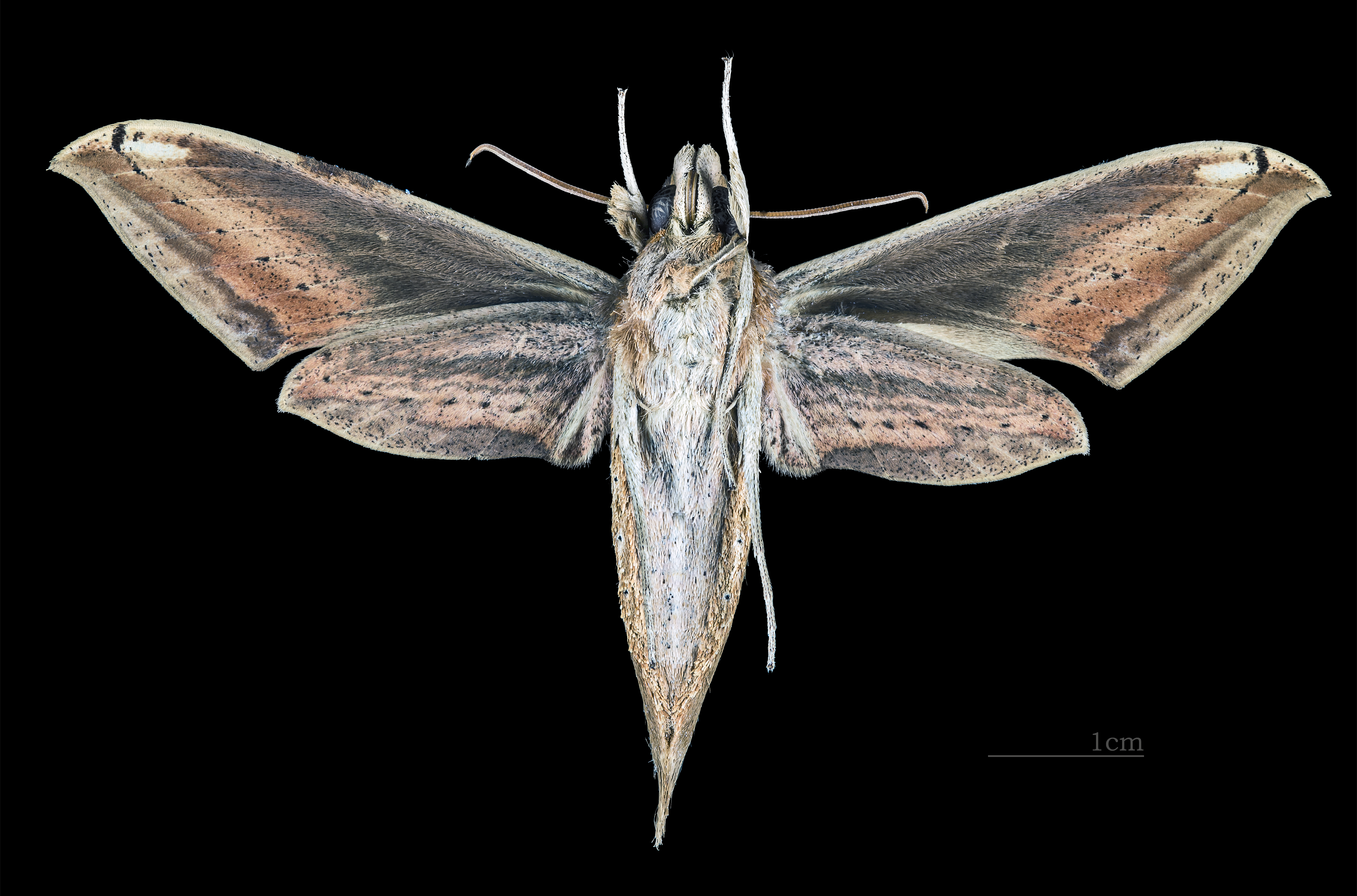
Xylophanes aglaor  ♀ △

## Sinh học
Ấu trùng có thể ăn Psychotria panamensis, Psychotria nervosa và Pavonia guanacastensis.